# Bilineární interpolace
V matematice je bilineární interpolace rozšíření lineární interpolace pro interpolaci funkce dvou proměnných na pravidelnou prostorovou mřížku. Klíčová myšlenka je provést lineární interpolaci nejprve v jednom směru a pak i ve druhém směru.

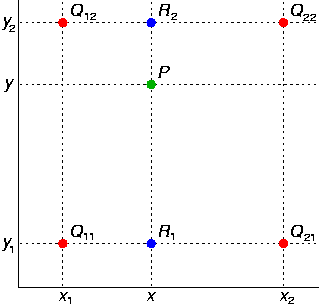
Čtyři červené tečky ukazují datové body a zelená tečka je bod který chceme interpolovat.

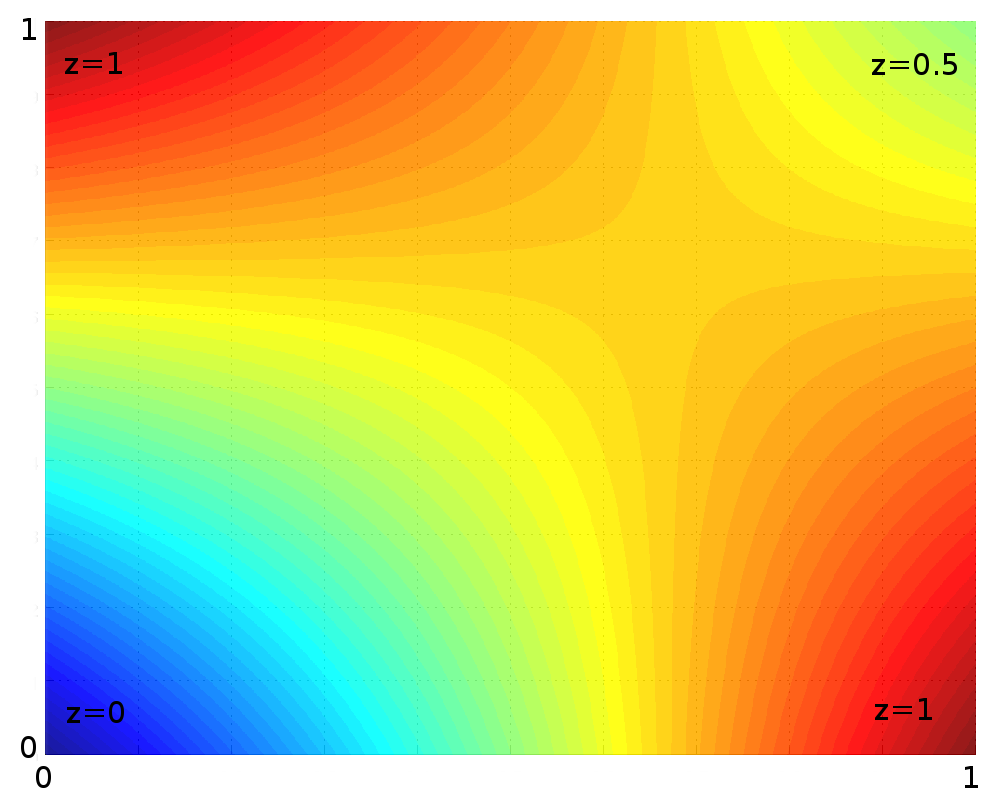
Například bilineární interpolace na jednotkovém čtverci se z-hodnotami 0, 1, 1 a 0.5 jako signalizace. Interpolační hodnoty uprostřed jsou reprezentovány barvami.

Předpokládejme, že chceme najít hodnotu neznámé funkce f v bodě P = (x, y). Předpokladem je, že známe hodnotu f ve čtyřech bodech Q11 = (x1, y1), Q12 = (x1, y2), Q21 = (x2, y1), a Q22 = (x2, y2).
Nejprve provedeme lineární interpolaci v x-ovém směru. To znamená:
{\displaystyle f(R_{1})\approx {\frac {x_{2}-x}{x_{2}-x_{1}}}f(Q_{11})+{\frac {x-x_{1}}{x_{2}-x_{1}}}f(Q_{21})\quad {\mbox{kde}}\quad R_{1}=(x,y_{1}),}
{\displaystyle f(R_{2})\approx {\frac {x_{2}-x}{x_{2}-x_{1}}}f(Q_{12})+{\frac {x-x_{1}}{x_{2}-x_{1}}}f(Q_{22})\quad {\mbox{kde}}\quad R_{2}=(x,y_{2}).}
A teď budeme pokračovat v y-ovém směru.
{\displaystyle f(P)\approx {\frac {y_{2}-y}{y_{2}-y_{1}}}f(R_{1})+{\frac {y-y_{1}}{y_{2}-y_{1}}}f(R_{2}).}
Nyní máme požadovaný odhad f(x, y).
{\displaystyle {\begin{aligned}f(x,y)&\approx {\frac {f(Q_{11})}{(x_{2}-x_{1})(y_{2}-y_{1})}}(x_{2}-x)(y_{2}-y)\\&+{\frac {f(Q_{21})}{(x_{2}-x_{1})(y_{2}-y_{1})}}(x-x_{1})(y_{2}-y)\\&+{\frac {f(Q_{12})}{(x_{2}-x_{1})(y_{2}-y_{1})}}(x_{2}-x)(y-y_{1})\\&+{\frac {f(Q_{22})}{(x_{2}-x_{1})(y_{2}-y_{1})}}(x-x_{1})(y-y_{1}).\end{aligned}}}
Pokud si vybereme souřadící systém se čtyřmi body, kde funkce f je zadána body (0, 0), (0, 1), (1, 0), a (1, 1), pak se vzorec zjednoduší:
{\displaystyle f(x,y)\approx f(0,0)\,(1-x)(1-y)+f(1,0)\,x(1-y)+f(0,1)\,(1-x)y+f(1,1)xy.}
Nebo ekvivalentně, maticovými operacemi:
{\displaystyle f(x,y)\approx {\begin{bmatrix}1-x&x\end{bmatrix}}{\begin{bmatrix}f(0,0)&f(0,1)\\f(1,0)&f(1,1)\end{bmatrix}}{\begin{bmatrix}1-y\\y\end{bmatrix}}}
Oproti tomu, co říká název, interpolace není lineární. Místo toho je její vzorec
{\displaystyle (a_{1}x+a_{2})(a_{3}y+a_{4}),\,}
takže je součinem dvou lineárních funkcí. Stejně tak lze interpolaci zapsat jako
{\displaystyle b_{1}+b_{2}x+b_{3}y+b_{4}xy\,}
kde
{\displaystyle b_{1}=f(0,0)\,}
{\displaystyle b_{2}=f(1,0)-f(0,0)\,}
{\displaystyle b_{3}=f(0,1)-f(0,0)\,}
{\displaystyle b_{4}=f(0,0)-f(1,0)-f(0,1)+f(1,1)\,}.
V obou případech počet konstant (čtyři) odpovídá počtu daných bodů, které funkce f udává. Interpolace je lineární podle přímky, která je rovnoběžná buď se směrem {\displaystyle x} nebo {\displaystyle y}, ekvivalentně je-li {\displaystyle x} nebo {\displaystyle y} nastaveno konstantně. Rovnoběžně s další přímkou je interpolace kvadratická.
Výsledek bilineární interpolace je nezávislý na pořadí interpolací. Kdybychom nejprve provedli lineární interpolaci na ose y a pak v x-ovém směru, výsledná aproximace bude stejná.
Zřejmým rozšířením bilineární interpolace je trojrozměrná interpolace – trilineární interpolace.